# Meyers Konversations-Lexikon

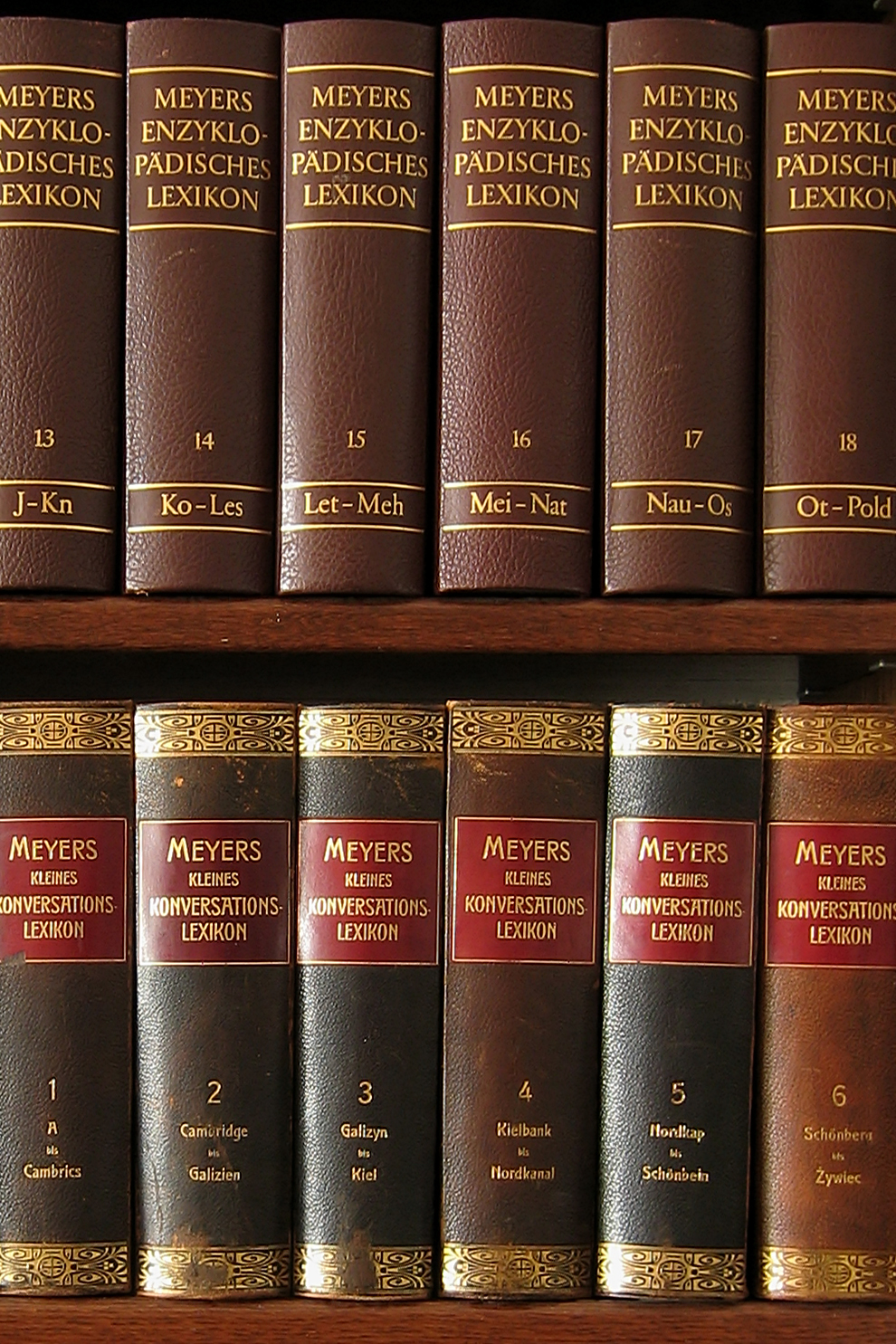
Bände von Meyers Enzyklopädischem Lexikon (9. Auflage) und Meyers Kleinem Konversations-Lexikon (1908)

Meyers Konversations-Lexikon (zuletzt auch Meyers Enzyklopädisches Lexikon und Meyers Lexikon) war ein enzyklopädisches Werk in deutscher Sprache. Es wurde im 19. und 20. Jahrhundert in mehreren Auflagen vom Bibliographischen Institut herausgegeben und ist nach dessen Gründer Joseph Meyer benannt. Die Weiterentwicklung wurde 1986 zugunsten der Brockhaus Enzyklopädie eingestellt, nachdem der F. A. Brockhaus-Verlag und das Bibliographische Institut 1984 zum Bibliographischen Institut & F. A. Brockhaus fusioniert waren.

## Besonderheiten
Die Leser von Meyers Konversations-Lexikon konnten mit den Herausgebern am Bibliographischen Institut in Kontakt treten. So enthält jeder Band einen Anhang über den Briefwechsel, das so genannte Korrespondenzblatt. Die ersten Auflagen enthalten bereits zahlreiche Zeichnungen und Pläne.

„Dieser Encyklopädie des menschlichen Wissens sind beigegeben: die Bildnisse der bedeutendsten Menschen aller Zeiten, die Ansichten der merkwürdigsten Orte, die Pläne der größten Städte, einhundert Karten für alte und neue Erdbeschreibung, für Statistik, Geschichte und Religion usw. und viele tausend Abbildungen naturgeschichtlicher und gewerblicher Gegenstände.“

## Chronik der Ausgaben

### Ur-Meyer (1840–1852/1855)

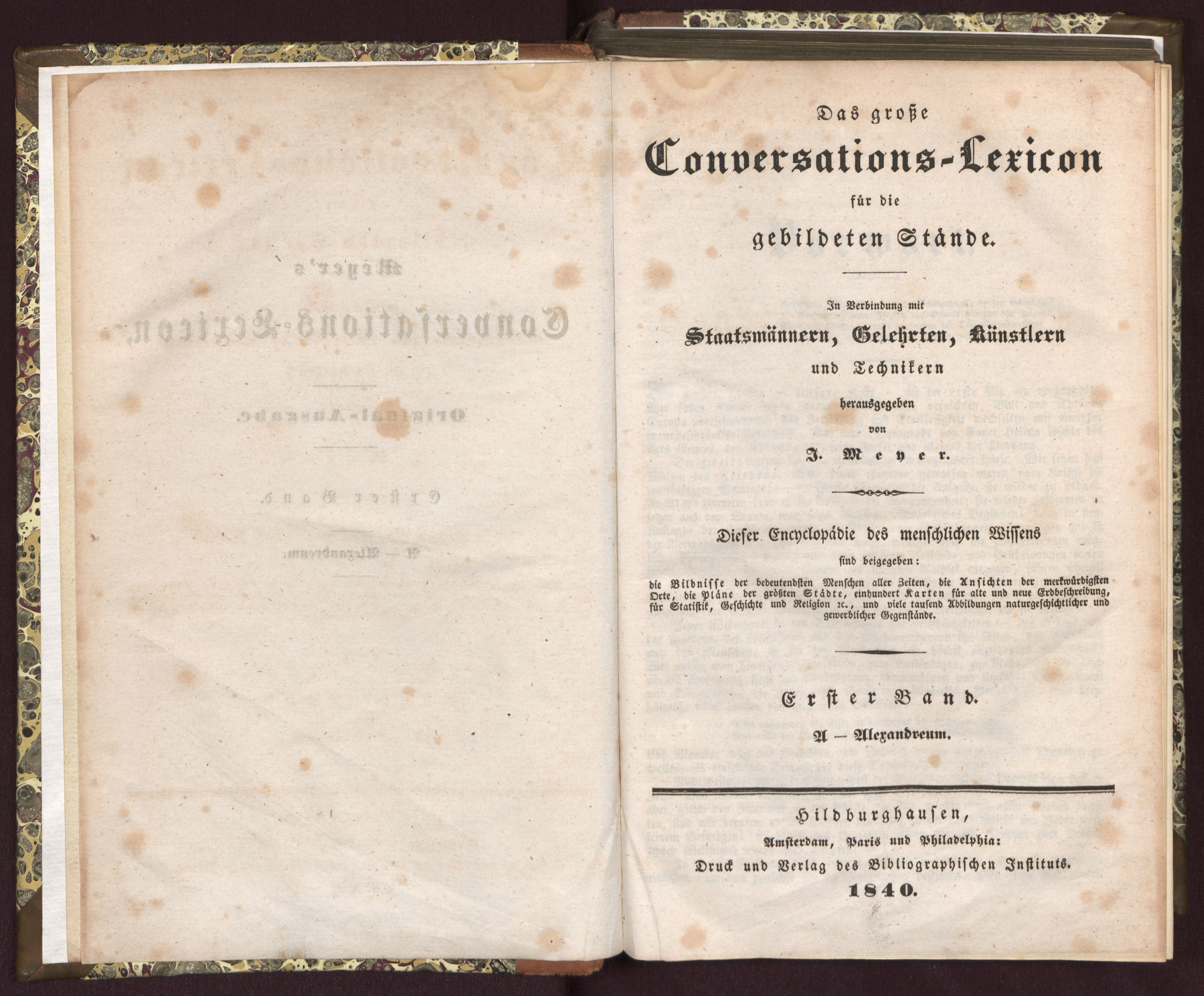
Titelseite aus dem 1. Band des Ur-Meyers

Das erste Lexikonprojekt von Joseph Meyer (1796–1856), dem Begründer des Bibliographischen Instituts, war das 1840 bis 1855 erschienene „Große Conversations-Lexicon für die gebildeten Stände. In Verbindung mit Staatsmännern, Gelehrten, Künstlern und Technikern“, inoffiziell auch Ur-Meyer, Wunder-Meyer oder Auflage Null. Mit dem anfangs auf 21 Bände bis 1843 konzipierten Lexikon wollte er im Unterschied zu den bis dahin erschienenen Lexika ein breites Publikum ansprechen. Meyer wollte mit diesem Lexikon „dazu beitragen, das drückende Monopol des Wissens, welches so lange auf den Völkern gelastet, über den Haufen zu werfen“; sein Motto war dabei, dass „die Intelligenz Aller […] der stärkste Hort der Humanität und Freiheit [ist]“. Statt der geplanten 21 Bände sind es 52 Bände geworden, 46 Bände A–Z (1840–1852) sowie sechs Supplementbände (1853–1855) mit mehr als 65.000 Seiten zweispaltigem Text, 1200 Seiten Register und über 90 Millionen Wörtern. Damit war es das größte deutsche Konversationslexikon des 19. Jahrhunderts und gilt als eine der wichtigsten Bucherscheinungen dieser Zeit. Innovativ war bei einem deutschen Lexikon die Beigabe von Tafeln und Textillustrationen. Mit diesem Umfang, den Innovationen und dem Stichwortreichtum setzte Meyer neue Maßstäbe in der Geschichte und Entwicklung der Enzyklopädie.

### 1. Auflage (1857–1860/1861)
Nach Joseph Meyers Tod im Jahr 1856 übernahm sein Sohn Herrmann Julius Meyer (1826–1909) die Weiterentwicklung des Lexikons. Er ließ es bewusst nicht als 2. Auflage des „großen Conversations-Lexicons für die gebildeten Stände“ erscheinen, sondern als Neubearbeitung unter dem Titel „Meyer’s Neues Conversations-Lexikon für alle Stände“ (ab Band 2: „Neues Konversations-Lexikon für alle Stände“). Hermann Julius hatte anders als sein Vater keine aufklärerische und erzieherische Intention, sondern wollte hauptsächlich korrekte und objektive Informationen liefern. Dieses neue Selbstverständnis äußerte sich auch in der Reduzierung des Gesamtumfanges. Zwischen 1857 und 1860 erschienen die 15 Bände des Grundlexikons, dazu noch bis 1861 ein Wort- und Sachregister, ein Atlasband und ein Tafel-/Stahlstichband. Alle zusammen hatten rund 19.000 Seiten (Zum Vergleich: „Das große Conversations-Lexicon für die gebildeten Stände“ hatte 52 Bände mit mehr als 65.000 Seiten). Das „Neue Konversations-Lexikon für alle Stände“, das bereits zweispaltig gedruckt wurde, bildete vom Aufbau und Umfang her das Fundament für alle weiteren Ausgaben.

### 2. Auflage (1861–1867/1875)

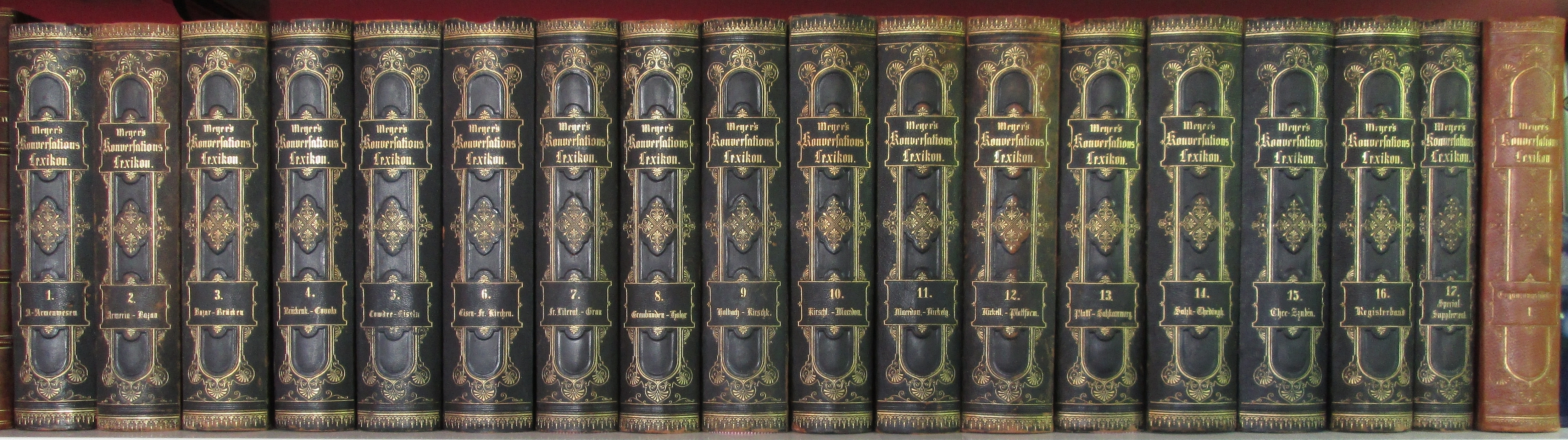
Meyers Konversations-Lexikon 2. Auflage, mit erstem Band der Ergänzungsblätter

Die 2., gänzlich umgearbeitete Auflage erschien zwischen 1861 und 1867 in 15 Bänden unter dem Titel: „Neues Konversations-Lexikon, ein Wörterbuch des allgemeinen Wissens“. Hinzu kam ein Register- und Nachtragsband (16. Band, 1868) sowie ein Spezialsupplement (1872). Zu dieser Auflage wurden sieben Bände Ergänzungsblätter zur Kenntnis der Gegenwart (1866–1871) veröffentlicht. In gleichem Kontext als Ergänzungswerk erschienen von 1871 bis 1875 noch die neun Bände Deutsche Warte. Umschau über das Leben und Schaffen der Gegenwart.

### 3. Auflage (1874–1878/1884)
Die 3. Auflage von „Meyers Konversations-Lexikon. Eine Encyklopädie des allgemeinen Wissens“ erschien in den Jahren 1874 bis 1878 in 15 Bänden, mit etwa 15.600 Seiten, rund 70.000 Stichwörtern, fast 400 Tafeln in Stahlstich, Holzstich oder Lithographie sowie nahezu 1500 eigens für dieses Lexikon gezeichneten Textabbildungen.
1880 erschien ein Ergänzungs- und Registerband (16. Band) und in den Jahren 1879 bis 1884 erschienen fünf Jahres-Supplemente. 1879 erschien von dieser Auflage eine besondere Pracht-Ausgabe in Kalbleder mit breitem Rand und in vergrößertem Format. Sie ist heute eine der gesuchtesten Ausgaben. Die 3. Auflage ist die letzte fadengeheftete und die erste auf Buchdruckrotationsmaschinen hergestellte Ausgabe. Bei dieser Auflage sind die Illustrationen größtenteils direkt im Lexikon eingebunden und nicht wie in vorigen Auflagen in separaten Illustrationsbänden. Zudem enthält sie zahlreiche Abbildungen aus Brehms Tierleben. Eine weitere Erneuerung waren Aussprachebezeichnungen bei Fremd- und Fachbegriffen. Die 3. Auflage war sehr erfolgreich: allein von der Normalausführung wurden 130.000 Exemplare verkauft, dreimal so viel wie von der 2. Auflage.

### 4. Auflage (1885–1890/1892)

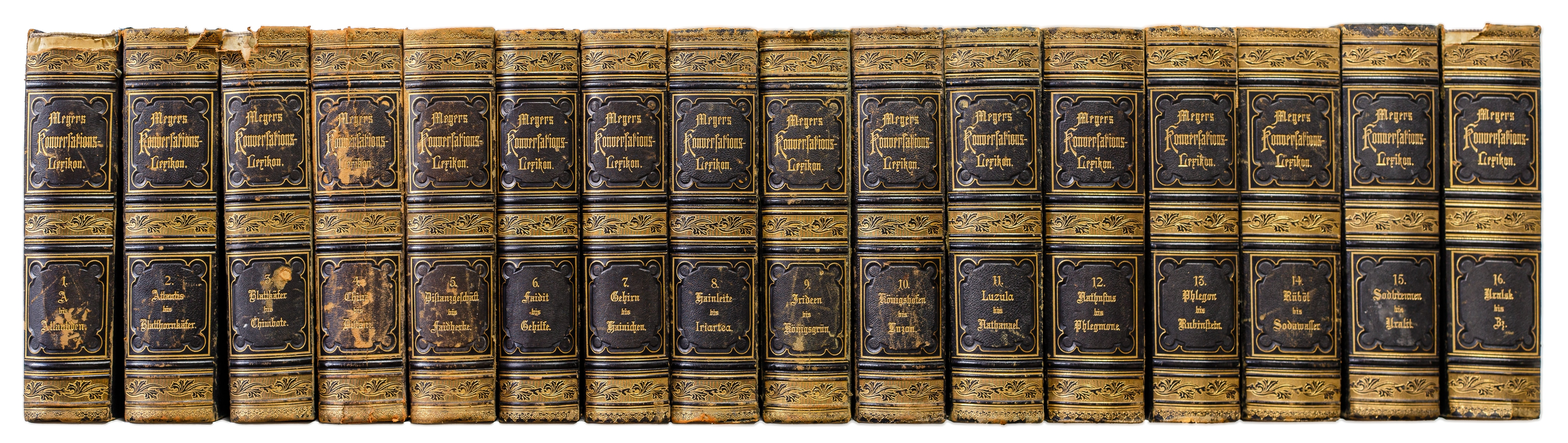
Meyers Konversations-Lexikon, 4. Auflage, Bände 1–16 mit Jahressupplementbänden (links)

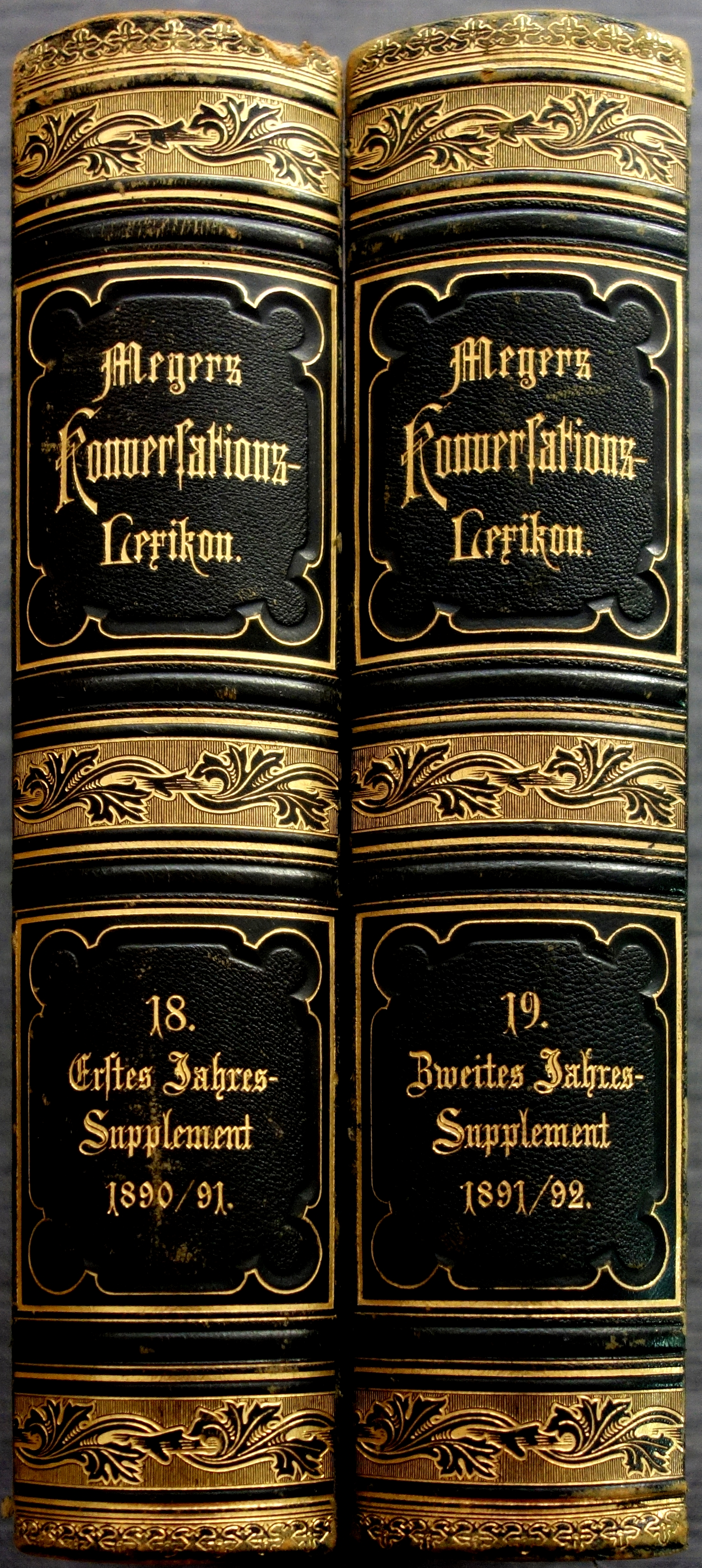

Die 4. Auflage von „Meyers Konversations-Lexikon. Eine Encyklopädie des allgemeinen Wissens“ erschien von 1885 bis 1890 in 16 Bänden, mit etwa 17.000 Seiten, 3000 Abbildungen und 556 Karten, Pläne und Tafeln. Im Jahr 1890 folgte noch ein Ergänzungs- und Registerband (Band 17) sowie zwischen 1891 und 1892 zwei Jahressupplementbände. Die Qualität der Reproduktionen konnte durch die Verwendung von holzfreiem Papier deutlich verbessert werden. Neben Schwarzweiß-Tafeln wurden in dieser Ausgabe erstmals 80 Farbtafeln verwendet, welche mittels Chromolithografieverfahren produziert wurden. Sie ist zudem die erste drahtklammergeheftete Ausgabe. Von der 4. Auflage wurden 200.000 Exemplare verkauft.

### 5. Auflage (1893–1897/1901)
Die 5. Auflage von „Meyers Konversations-Lexikon. Ein Nachschlagewerk des allgemeinen Wissens“ erschien in 17 Bänden (1893–1897) und umfasst 17.800 Seiten mit etwa 100.000 Artikeln und 10.500 Abbildungen. Zudem erschien ein Nachtragsband (1898) und drei Jahressupplemente (1899–1901). Mit 233.000 verkauften Exemplaren wurde erneut eine Steigerung gegenüber der vorhergehenden Auflage erreicht. Diese Auflage war in sehr vielen verschiedenen Einbandvarianten erhältlich. Insbesondere werden die Prachtausgaben unter ästhetischem Gesichtspunkt als Höhepunkte der deutschen Lexikongeschichte bewertet.

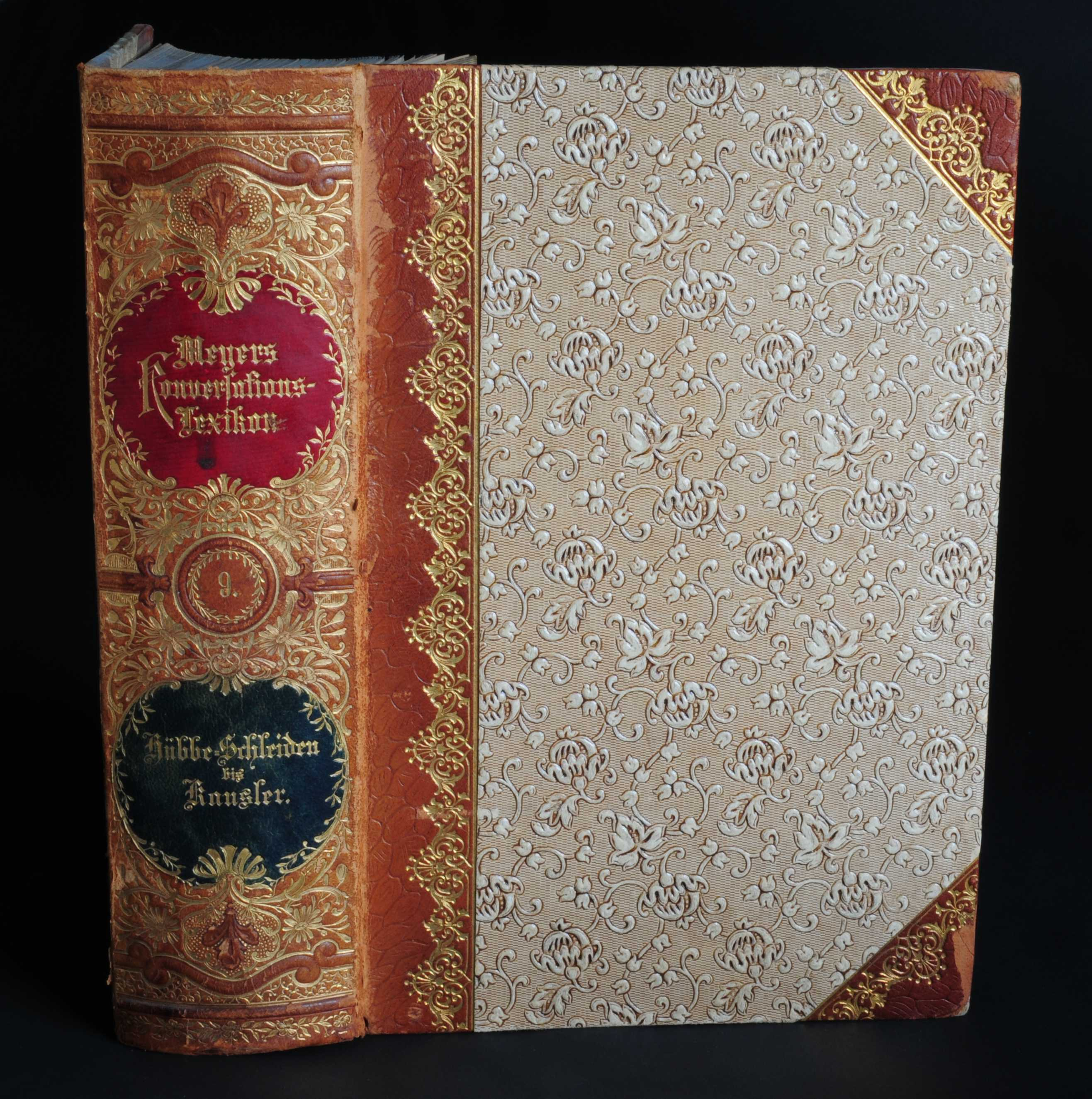
Einbandvariante der 5. Auflage, Halblederband mit Gold- und Blindprägung, farbiger Titelschildgestaltung und Brokatpapier als Überzugsmaterial
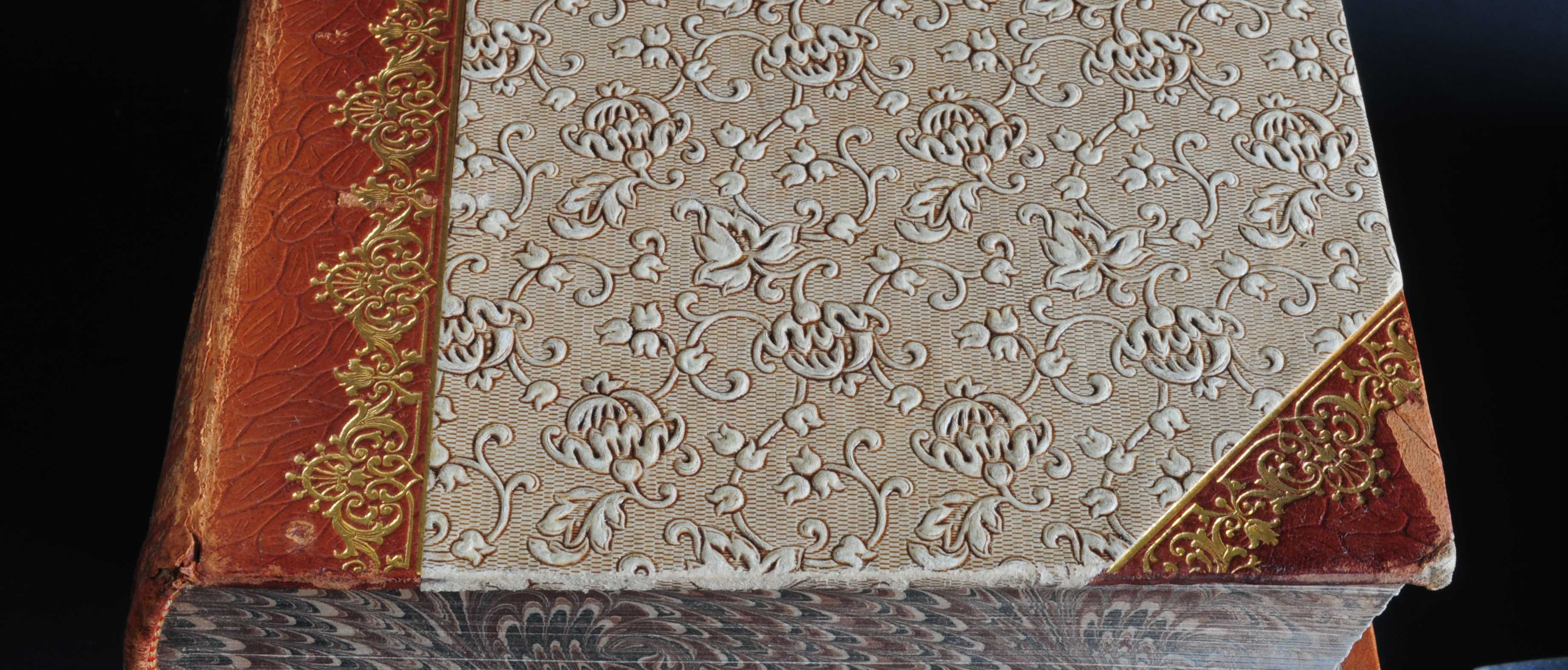
Einbanddetail
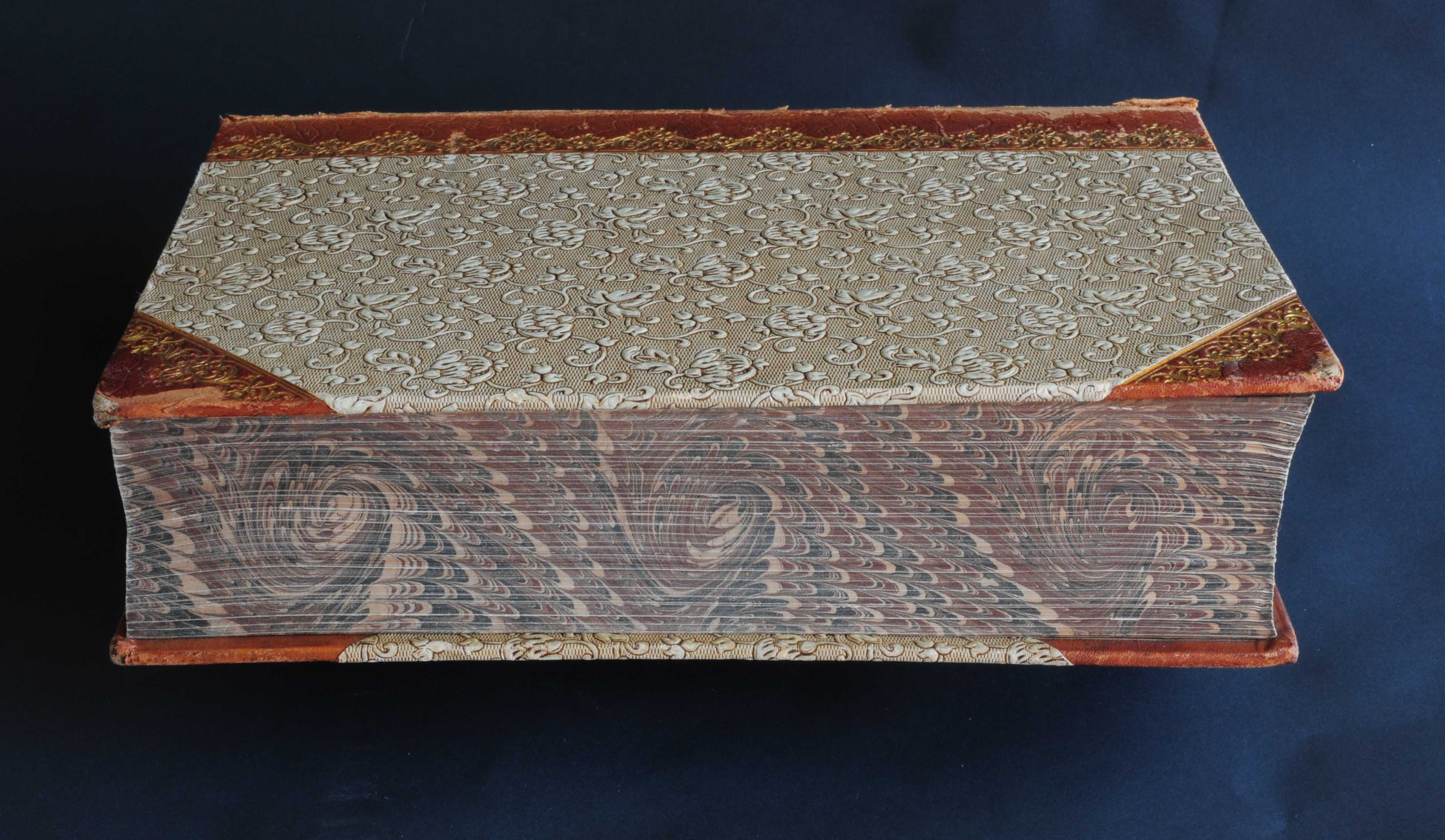
Marmorierte Schnittverzierung
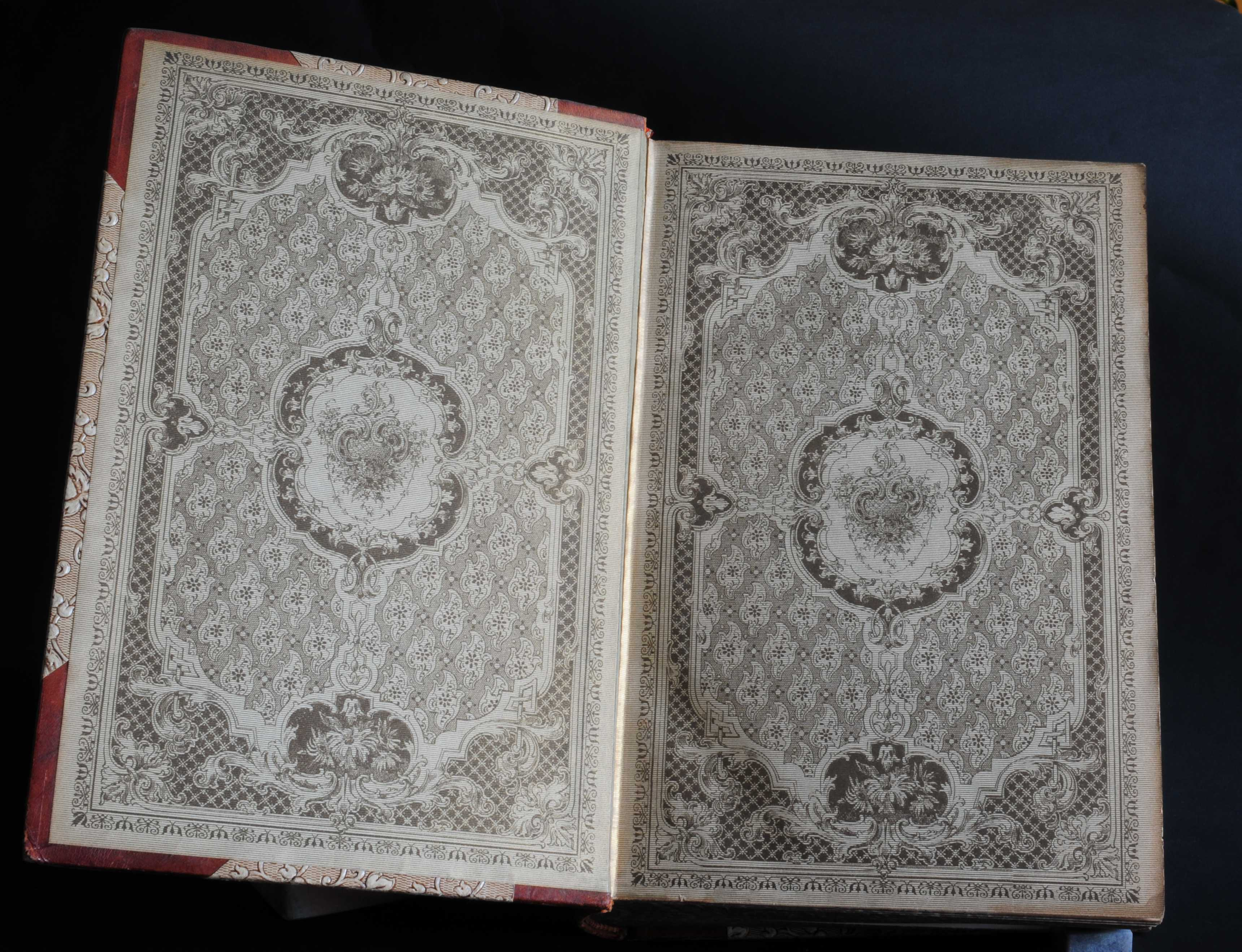
Vorsatzpapier
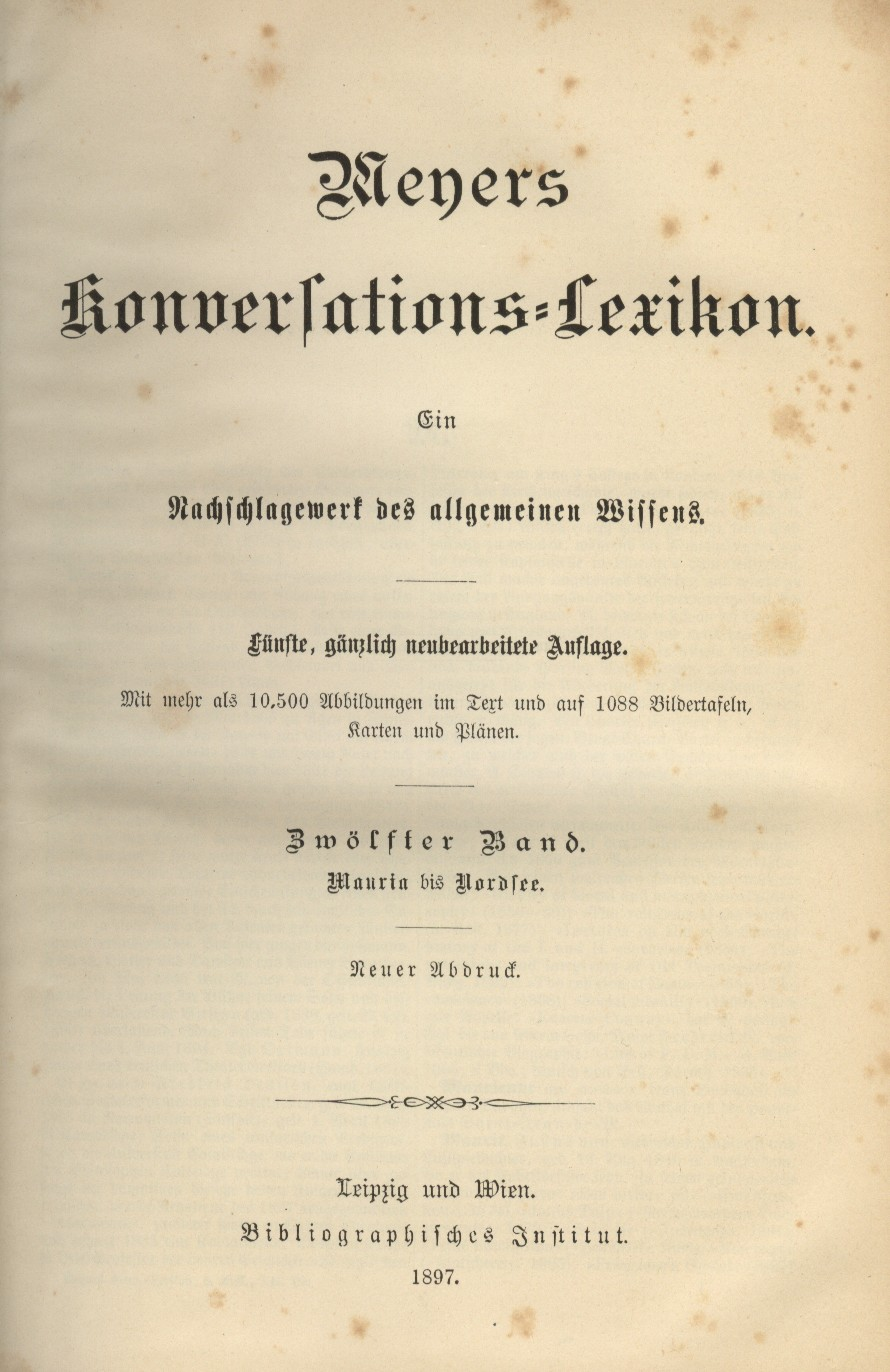
Titelseite aus dem 12. Band der 5. Auflage

### 6. Auflage (1902–1908/1920)

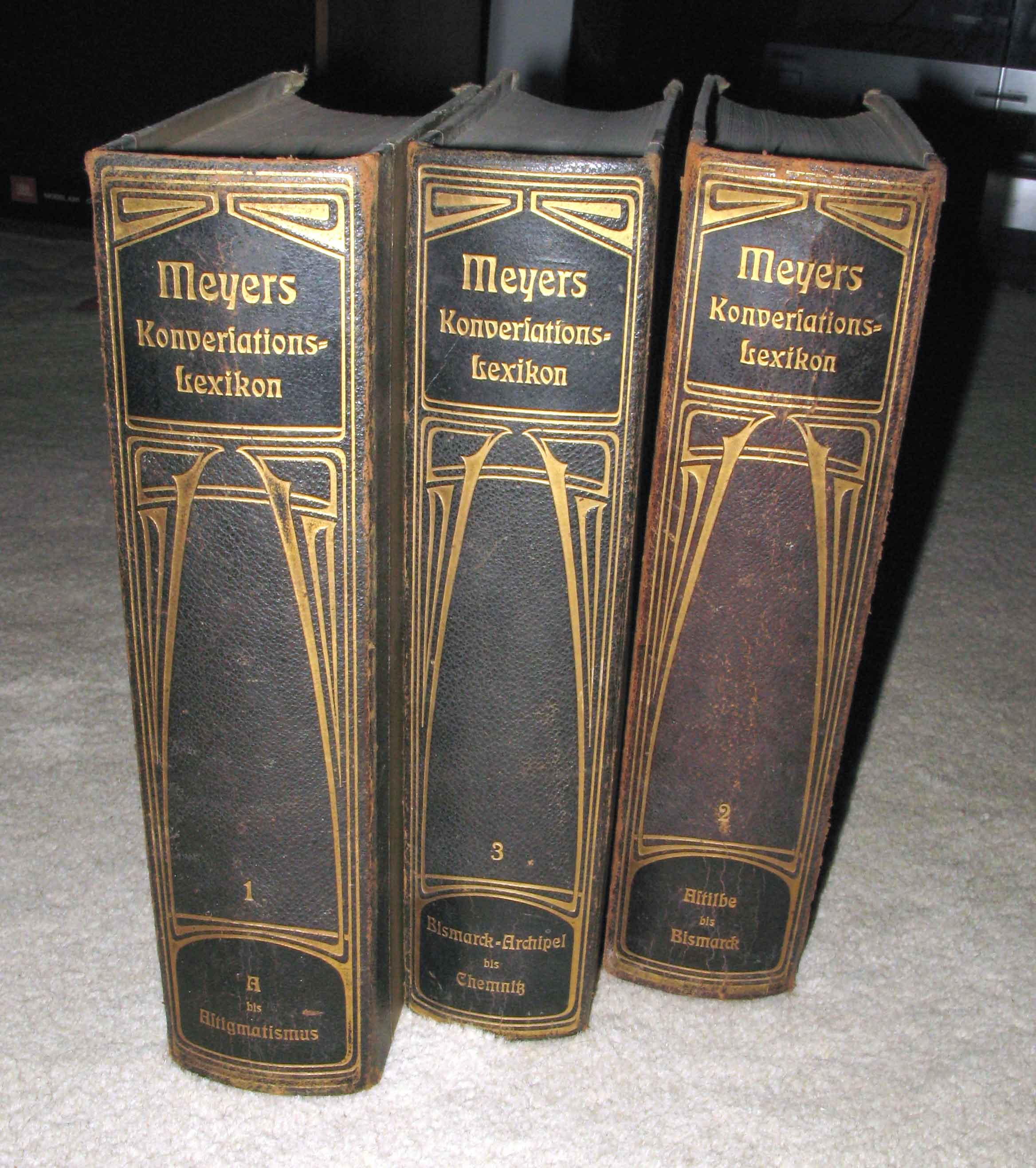
Drei Bände der 6. Auflage

Die 6. Auflage von „Meyers Großes Konversations-Lexikon. Ein Nachschlagewerk des allgemeinen Wissens“ erschien zwischen 1902 und 1908 in 20 Bänden und umfasste etwa 150.000 Artikel und Verweise auf mehr als 18.500 Seiten sowie 16.800 Abbildungen, Karten und Pläne im Text und 1522 Illustrationstafeln. Ab 1905 erschienen Neuauflagen der ersten Bände. Zudem erschienen ein Ergänzungen- und Nachträgeband (1909), drei Jahressupplemente (1909–1912) und drei Kriegsnachtragsbände (1916–1920). Erstmals verzichtete das Bibliographische Institut auf eine heftweise Auslieferung. Außerdem wurden bei der 6. Auflage erstmals bei einem deutschsprachigen Lexikon die Verlagseinbände aufwendig hergestellt und in dekorativer Jugendstil-Ornamentik gestaltet.
Die 6. Auflage gilt als Höhepunkt der Verlagsgeschichte und – neben der 14. und 15. Auflage des Großen Brockhaus – als Höhepunkt der populären Enzyklopädie in deutscher Sprache. Diese Auflage erschien in fünf Ausgaben – Jugendstil-Bibliothek-, Jugendstil-Pracht-, Kriegs-, Eichenlaub- und Eierstab-Ausgabe –, wobei die beiden letztgenannten die seltensten dieser Auflage sind. Während der Kriegszeit musste die Lexikonarbeit unterbrochen werden, und die für 1920/1921 vorgesehene Neuauflage scheiterte.

### 7. Auflage (1924–1930/1935)

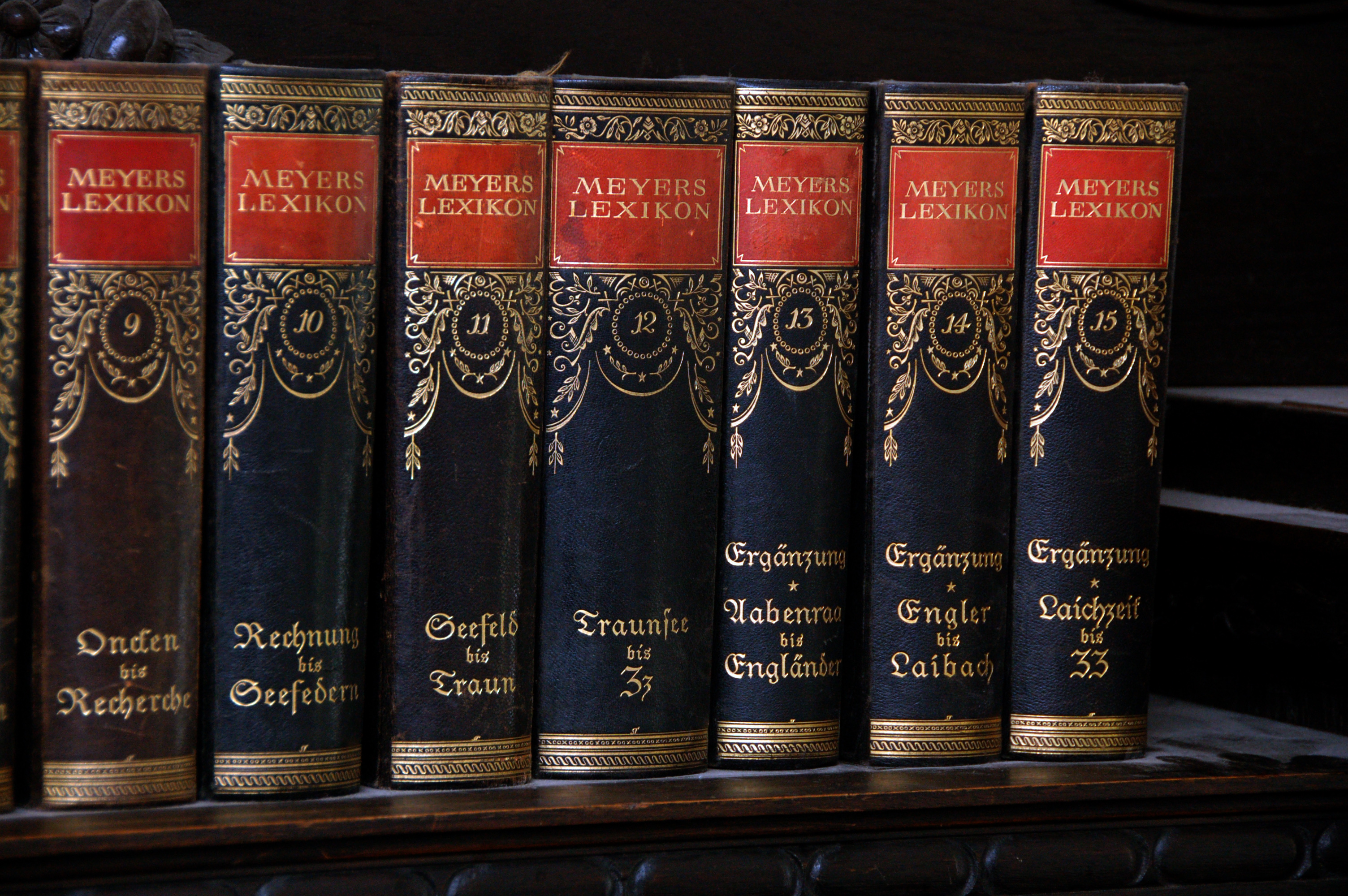
Bände 9 bis 12 und die drei Ergänzungsbände der 7. Auflage

Die 7. Auflage von „Meyers Lexikon“ erschien in vollständig neuer Bearbeitung in zwölf Hauptbänden von 1924 bis 1930 und umfasste rund 10.500 Seiten mit etwa 7900 Textabbildungen. Es sind zwar mehr Stichwörter als bei der vorangegangenen Auflage enthalten; die Artikel sind jedoch kürzer. Die Reduzierung des Umfanges wurde durch die Inflation (1914–1923) verschuldet. Zudem erschienen zwischen 1931 und 1933 drei alphabetische Ergänzungsbände sowie 1933 ein Atlas-Ergänzungsband und 1935 ein Orts- und Verkehrslexikon des Deutschen Reiches, der Freien Stadt Danzig und des Memelgebietes. Die 7. Auflage war zudem die erste maschinell fadengeheftete Auflage des Bibliographischen Instituts.

### 8. Auflage (1936–1942)

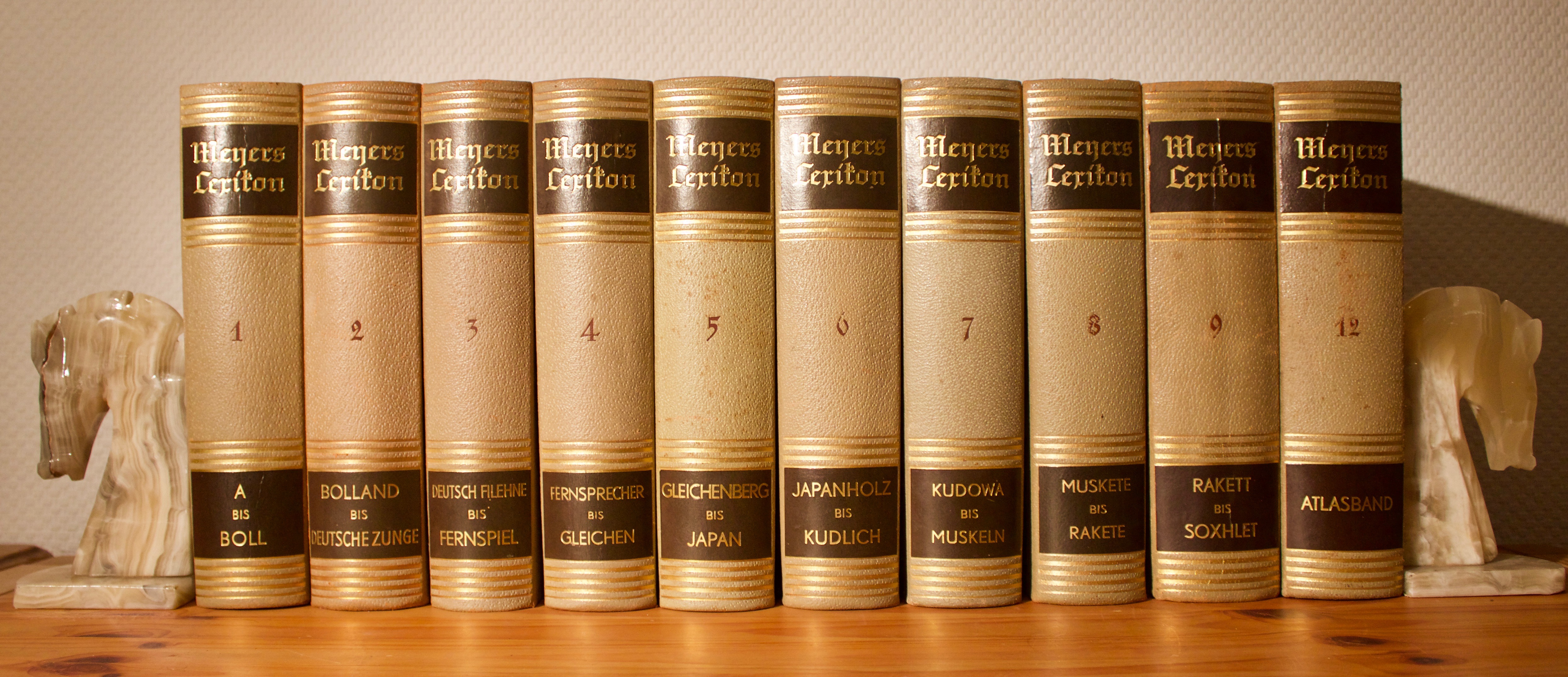
Prachtausgabe der 8. Auflage (1936–1942)

Die 8. Auflage von „Meyers Lexikon“ (1936–1942), in völlig neuer Bearbeitung und Bebilderung vorgelegt vom Bibliographischen Institut Leipzig, sollte eigentlich in zehn Bänden bis 1942 sowie einem Registerband und einem Atlas erscheinen – also in zwölf Bänden insgesamt. Es wurde eine braune Standard- sowie eine beige-weiße Prachtausgabe herausgegeben. Der Inhalt unterlag, wie die Lexikonersteller bald bemerkten, der Zensur des NS-Staates durch die eigentlich private PPK-Zensurstelle der NSDAP, mit der der Inhalt vor der Veröffentlichung abgestimmt werden musste. Partiell erstellte diese Parteiamtliche Prüfungskommission selbst Inhalte ganzer Lemmata, das Resultat war demzufolge sehr stark tendenziös und nationalsozialistisch ausgerichtet. So musste beispielsweise bei einer Person angeführt werden, ob sie – nach NS-Diktion – „jüdisch“ war. Dies betraf nicht nur Personenartikel, sondern auch die Literatur zum Lemma. Personen, die von den Nationalsozialisten als „Feinde“ angesehen wurden – wie der bedeutende Schriftsteller und Nazigegner Thomas Mann –, fanden gegenüber früher nur in verkürzter und inhaltlich verzerrter Form Erwähnung. Wegen solcher substantiellen Eingriffe wird diese Ausgabe auch als „Brauner Meyer“ oder „Nazi-Meyer“ bezeichnet. Die 8. Auflage war ein ökonomischer Misserfolg. Daher wurde die Produktion nach dem Erscheinen des 9. Bandes 1942 abbrechend mit dem Artikel Soxhlet eingestellt. Der Atlasband war schon früher erschienen. Der 9. Band wurde in der Schweiz wegen der ideologischen Färbung des Artikels Schweiz 1942 verboten. Er enthielt „unsachliche und zum Teil gehässige Stellen“. Das Buch wurde bei der Schweizer Verlagsauslieferung des Bibliographischen Instituts beschlagnahmt und anhand der Käuferdatei des Verlages von den Käufern eingezogen. Deswegen erlaubte das RMVP 1942 sogar die Herstellung einer weltanschaulich neutraleren Fassung. Mit deren Herstellung wurde noch während des Krieges angefangen. Für den Verlag rentierte sich das Konversationslexikon wirtschaftlich nicht mehr. Nach Ende des Zweiten Weltkriegs war den Alliierten der NS-Hintergrund der 8. Auflage bewusst. Daher gab es Vorbehalte gegen das Bibliographische Institut. Während in Leipzig in der Sowjetischen Besatzungszone das Bibliographische Institut seit 1948 verstaatlicht war und in der DDR ab 1961 Meyers Neues Lexikon herausbrachte, wurde die Aktiengesellschaft Bibliographisches Institut AG in der Bundesrepublik Deutschland im Jahr 1953 in Mannheim neu gegründet.

### 9. Auflage (1971–1979/1985)

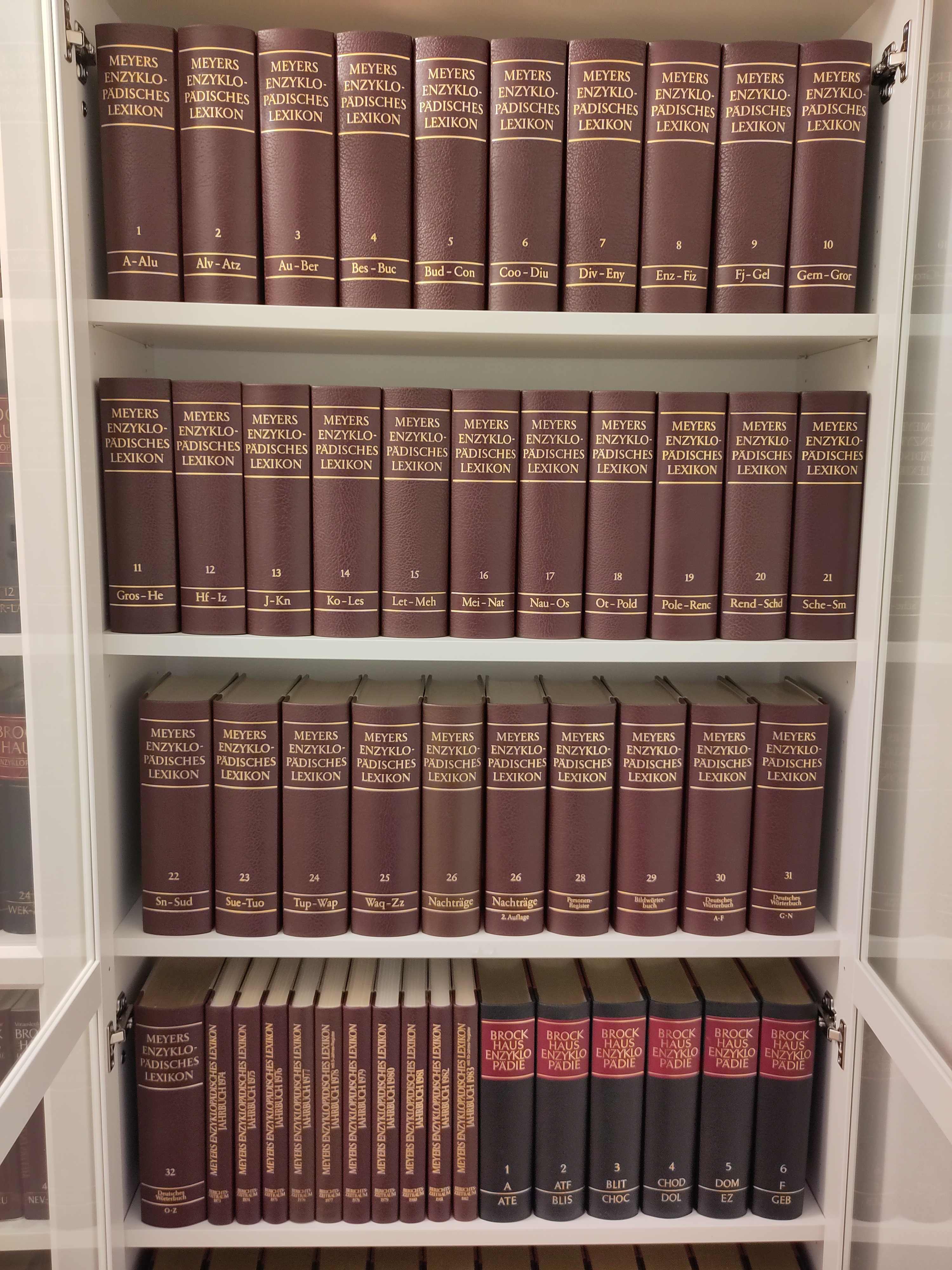
Meyers Enzyklopädisches Lexikon, 9. Auflage – Gesamtausgabe (ohne Atlasbände), mit sämtlichen Jahrbüchern und beiden Auflagen von Band 26 (Ergänzungsband).

Da das Verlagsgebäude des Bibliographischen Institutes durch einen Luftangriff im Zweiten Weltkrieg zerstört wurde und dabei auch seine komplette Stichwortkartei verlor, fehlte anfangs die fundamentale Basis für eine neue Auflage. Erst zum 150-jährigen Jubiläum des Verlages erschien von 1971 bis 1985 die 9. Auflage unter dem Titel „Meyers Enzyklopädisches Lexikon“, welche somit die erste Nachkriegsausgabe und zugleich die letzte große Ausgabe darstellte. Das Grundlexikon umfasst 25 Bände mit mehr als 22.000 Seiten und etwa 250.000 Stichwörtern, davon 40.000 Personenartikel sowie 100 signierte Sonderbeiträge. Den Bänden 4, 7, 10, 13, 16, 19 und 22 sind fest eingebundene Nachträge angefügt, welche die während des achtjährigen Druckes eingetretenen Aktualisierungen zu den vorangegangenen Bänden enthalten. Bis 1985 erschienen noch ein Nachtragsband (Band 26) – von dem zwei verschiedene Auflagen bekannt sind, ein Atlasband – von welchem mehrere Auflagen existieren – im Großformat (Band 27), ein Personenregister (Band 28), ein Bildwörterbuch Deutsch/Englisch/Französisch (Band 29), ein Deutsches Wörterbuch in drei Bänden (Bände 30–32) sowie 1974 beginnend insgesamt zehn Jahresergänzungsbände. „Meyers Enzyklopädisches Lexikon“ war damit das umfangreichste deutschsprachige Lexikon des 20. Jahrhunderts. Die 9. Auflage wurde an Umfang erst im Jahr 2005 durch die 21. Auflage der Brockhaus Enzyklopädie übertroffen.

### 10. Auflage (1981–1986)
Kurz vor der Fusion des Bibliographischen Institutes mit F. A. Brockhaus im Jahr 1984 zum Bibliographischen Institut & F. A. Brockhaus AG erschien zwischen 1981 und 1986 das gelegentlich als 10. Auflage betitelte „Meyers Grosses Universallexikon“ in 15 Bänden. Jeder Band hatte über 650 Seiten mit zahlreichen, oft farbigen Abbildungen. Zudem gab es wie in der vorhergehenden 9. Auflage namentlich signierte Sonderbeiträge, einen Atlasband, ein dreibändiges Wörterbuch sowie drei Jahrbücher. Ein noch geplanter Nachtragsband wurde nicht mehr veröffentlicht.

## Weitere Ausgaben und Angebote

### Meyers Hand-Lexikon des allgemeinen Wissens
Als kostengünstige und kompakte Variante wurde zwischen 1870 und 1872 die 1. Auflage von Meyers Hand-Lexikon des allgemeinen Wissens in einem Band herausgegeben. In den folgenden Jahren erschienen von diesem Lexikon mehrere neue und erweiterte Auflagen.

### Meyers Kleines Konversations-Lexikon
Meyers Kleines Konversations-Lexikon, auch als „Kleiner Meyer“ bezeichnet, wurde als kleinere und kostengünstigere Variante in mehreren Auflagen und unterschiedlichem Umfang konzipiert.

### Meyers Neues Lexikon
Meyers Neues Lexikon ist ein marxistisch-leninistisches Lexikon mit dem Umfang und der Tiefe eines Konversationslexikons. Es wurde im DDR Pendant-Verlag VEB Bibliographisches Institut zwischen 1961 und 1964 in acht Bänden hergestellt. Im Jahr 1969 folgte noch ein Ergänzungsband. In der wesentlich erweiterten 2. Auflage wurde es zwischen 1971 und 1977 in 15 Bänden veröffentlicht. Zudem erschienen 1978 noch drei Ergänzungsbände.

### Meyers Blitz-Lexikon
Meyers Blitz-Lexikon ist ein kompaktes einbändiges Nachschlagewerk, das in mehreren Auflagen zwischen etwa 1928 und 1940 erschien. Der Name bezieht sich auf das Bedürfnis nach sehr rascher („Blitz-“)Information.

### Meyers Taschenlexikon
Meyers Taschenlexikon stellte eine preisgünstigere und kompaktere Alternative zu den repräsentativen Auflagen dar. Meyers Taschenlexikon wurde in Ausgaben verschiedenen Umfangs verlegt, nämlich in einem Band, in zwölf Bänden und als Meyers Großes Taschenlexikon in 24 bis 26 Bänden. Darunter etwa das sechsbändige von Werner Digel herausgegebene Meyers Taschenlexikon Geschichte.

### Meyers Orts- und Verkehrslexikon
Meyers Orts- und Verkehrslexikon erschien in mindestens sechs Auflagen und gab eine Kurzauskunft über fast jeden Wohnplatz im Deutschen Reich.

### Meyers Memo
Meyers Memo ist ein einbändiges Lexikon, das 1991 in Mannheim erschien und auf den Erfahrungen in der Erarbeitung von Enzyklopädien des Bibliographischen Institutes & F. A. Brockhaus beruht. Das Werk ist eine deutsche Übersetzung des 1989 erschienenen französischen Mémo Larousse aus dem auf Lexika und Wörterbücher spezialisierten französischen Verlag Éditions Larousse. Dabei wurden speziell auf den französischen Leser zugeschnittene Texte durch geeignetere Texte für den deutschen Leser ersetzt.

### Meyers Lexikon online (2006–2009)
In den Jahren von 2006 bis 2009 bot der Verlag Bibliographisches Institut & F. A. Brockhaus im Internet etwa 150.000 Artikel aus Meyers Großem Taschenlexikon in 24 Bänden unter dem Namen Meyers Lexikon online kostenlos an. Nach Verlagsangaben wurde das Angebot 14 Millionen Mal im Monat abgerufen. Trotz einer umfangreichen Überarbeitung des Online-Lexikons zum 23. September 2008 wurde dieses Angebot am 23. März 2009 eingestellt. Zur Begründung hieß es, dass die Inhalte der Online-Version von Meyers Lexikon stark mit denen der Brockhaus Enzyklopädie korrespondierten und man sich komplett aus dem Lexikongeschäft zurückziehen werde.

## Übersicht aller Auflagen
| Auflage     | Zeitraum                | Bände          | Seiten A–Z | Exemplare     |
| ----------- | ----------------------- | -------------- | ---------- | ------------- |
| Ur-Meyer    | 1840–1852/1855          | 46 + 6         | 66.643     | bis zu 70.000 |
| 1. Auflage  | 1857–1860/1861          | 15             | 19.144     | ca. 40.000    |
| 2. Auflage  | 1861–1867/1875          | 15 + 2         | 17.559     | 63.500        |
| 3. Auflage  | 1874–1878/1884          | 15 + 6         | 20.790     | 160.000       |
| 4. Auflage  | 1885–1890/1892          | 16 + 3         | 19.571     | 200.000       |
| 5. Auflage  | 1893–1897/1901          | 17 + 4         | 22.307     | 233.000       |
| 6. Auflage  | 1902–1908/1920          | 20 + 7         | 23.953     | ca. 240.000   |
| 7. Auflage  | 1925–1933/1935          | 12 + 3 + 1 + 1 | 12.455     | > 50.000      |
| 8. Auflage  | 1936–1942 (unvollendet) | 9 (A-S) + 1    | ca. 14.500 |               |
| 9. Auflage  | 1971–1979/1985          | 25 + 7 + 10    | 22.210     |               |
| 10. Auflage | 1981–1986               | 15 + 4 + 3     | 9.888      |               |

Sämtliche Seitenangaben stets mit allen Supplementen der jeweiligen Auflage.

### Ausgaben 1840 bis 1942
- Das große Conversations-Lexicon für die gebildeten Stände. (der sogenannte „Wunder-Meyer“ = 0. Auflage). 46 Bände. Bibliographisches Institut, Hildburghausen 1840–1852. 6 Ergänzungsbände: 1853–1855. Nachdruck in 52 Bänden: 1858–1859.
- Neues Conversations-Lexikon für alle Stände. (= 1. Auflage). 15 Bände. Bibliographisches Institut, Hildburghausen 1857–1860.
- Neues Konversations-Lexikon, ein Wörterbuch des allgemeinen Wissens. 2., gänzlich umgearbeitete Auflage. 15 Bände. Bibliographisches Institut, Hildburghausen 1861–1867; Register (und Nachträge): Band 16. 1868; Special-Supplement: Band 17. 1873.
- Meyers Konversations-Lexikon. Eine Encyklopädie des allgemeinen Wissens. 3., gänzlich umgearbeitete Auflage. 15 Bände. Bibliographisches Institut, Leipzig 1874–1878; Ergänzungen und Register: Band 16. 1878; 5 Jahres-Supplemente: Bände 17–21. 1880–1884; Schlüssel 1880.[22]
- Meyers Konversations-Lexikon. Eine Encyklopädie des allgemeinen Wissens. 4., gänzlich umgearbeitete Auflage. 16 Bände. Bibliographisches Institut, Leipzig 1885–1890. Register, Ergänzungen und Nachträge: Band 17. 1890; Jahres-Supplemente: Bände 18 und 19. 1891, 1892.
- Meyers Konversations-Lexikon. Ein Nachschlagewerk des allgemeinen Wissens. 5., gänzlich neubearbeitete Auflage. 17 Bände. Bibliographisches Institut, Leipzig/Wien 1893–1897. Ergänzungen, Nachträge und Register: Band 18. 1898. Jahres-Supplemente: Bände 19–21. 1899, 1900/01, 1901.
- Meyers Großes Konversations-Lexikon. Ein Nachschlagewerk des allgemeinen Wissens. 6., gänzlich neubearbeitete und vermehrte Auflage. 20 Bände. Bibliographisches Institut, Leipzig/Wien 1902–1908. Ergänzungen und Nachträge: Band 21. 1909. Jahres-Supplemente: Bände 22–24. 1910, 1912, 1913. Kriegsnachträge: 3 Bände. 1916, 1917, 1920.[23]
- Meyers Lexikon. 7. Auflage. In vollständig neuer Bearbeitung. 12 Bände. Bibliographisches Institut, Leipzig 1924–1930. Ergänzungsbände: 13–15. 1931, 1932, 1933; Atlas-Ergänzungsband: 1933.
- Meyers Lexikon. 8. Auflage. In völlig neuer Bearbeitung und Bebilderung. 9 Bände. Bibliographisches Institut, Leipzig 1936–1942.[24]

### Ausgaben nach 1945
- Meyers Neues Lexikon. 1. Auflage. 8 Bände. VEB Bibliographisches Institut, Leipzig 1961–1964; Ergänzungen zu Sachbegriffen und geographischen Eigennamen: Band 9. 1969.
- Meyers Neues Lexikon. 2. Auflage. 15 Bände. VEB Bibliographisches Institut, Leipzig 1971–1977; Register A–Z: Band 16. 1978; Atlas (Karten): Band 17, 1978; Atlas (Register): Band 18, 1978.
- Meyers Enzyklopädisches Lexikon. 9., völlig neubearbeitete Auflage zum 150-jährigen Bestehen des Verlages. 25 Bände. Bibliographisches Institut, Mannheim/Wien/Zürich 1971–1979. Nachträge A–Z: Band 26. 1980; Weltatlas: Band 27. 1974; Personenregister: Band 28. 1981; Bildwörterbuch Deutsch-Englisch-Französisch: Band 29. 1981; Deutsches Wörterbuch: Bände 30–32. 1979–1981.
- Meyers Grosses Universallexikon. (= 10. Auflage). 15 Bände. Bibliographisches Institut, Mannheim/Wien/Zürich 1981–1986.[25]

## Retrodigitalisierungen

### Vierte Auflage: Die Retro-Bibliothek und BHL
| Band | von                      | bis                      |
| ---- | ------------------------ | ------------------------ |
| 1    | Aa                       | Atlantiden               |
| 2    | Atlantis                 | Blatthornkäfer           |
| 3    | Blattkäfer               | Chimbote                 |
| 4    | China                    | Distanz                  |
| 5    | Distanzgeschäft          | Faidherbe                |
| 6    | Faidit                   | Gehilfe                  |
| 7    | Gehirn                   | Hainichen                |
| 8    | Hainleite                | Iriartea                 |
| 9    | Irideen                  | Königsgrün               |
| 10   | Königshofen              | Luzon                    |
| 11   | Luzula                   | Nathanael                |
| 12   | Nathusius                | Phlegmone                |
| 13   | Phlegon                  | Rubinstein               |
| 14   | Rüböl                    | Sodawasser               |
| 15   | Sodbrennen               | Uralit                   |
| 16   | Uralsk                   | Zz                       |
| 17   | Ergänzungsband           | Ergänzungsband           |
| 18   | Supplement 1890–1891     | Supplement 1890–1891     |
| 19   | Supplement 1891–1892     | Supplement 1891–1892     |
| 99   | Schlüssel (der 3. Aufl.) | Schlüssel (der 3. Aufl.) |

Die 1885 bis 1890 in 16 Bänden erschienene vierte Auflage ist urheberrechtlich frei. Der damalige Rechteinhaber Bibliographisches Institut & F. A. Brockhaus AG hat Anfang der 2000er dem Projekt zugestimmt und es gefördert. Mittlerweile sind alle Bände als eingescannte Bilder und als OCR-Volltext über das Internet frei zugänglich. Zusammen mit einem Registerband, den Jahressupplementen 1891 und 1892 sowie den meisten großen Bildtafeln (meist DIN A3) sind ca. 20.400 Seiten digitalisiert. Bis auf die Ergänzungsbände 17 und 19 wurden alle Texte bereits mindestens in einem ersten Durchgang überprüft und nachkorrigiert. Die Querverweise im Text („siehe …“) sind durch Hyperlinks mit den dazugehörigen Stichwörtern verbunden.
Dieses Angebot ist als Volltext unter www.retrobibliothek.de zugänglich.
Kanadische Digitalisate der Originalbände sind in der Biodiversity Heritage Library abrufbar.

### Vierte Auflage: Wikimedia
Bei Wikimedia Commons, der Mediendatenbank der Wikimedia-Projekte, wurden alle 16 Bände der 4. Auflage in 16.600 Bilddateien (Textsatz + Illustrationen) online gestellt. Auf dem Schwesterprojekt Wikisource wird dieses Bildmaterial in Textform erschlossen.
Suchschlüssel Wikimedia Commons:
- Band 1: Datei:Meyers b1 s0001.jpg, … Meyers b1 s0002.jpg usw.
- Band 2: Datei:Meyers b2 s0001.jpg usw.
- Band 16: Datei:Meyers b16 s0001.jpg usw.
- nur Illustrationen: commons:Category:Images from Meyers Konversationslexikon

Band 5 Seite 967 ist demnach Datei:Meyers b5 s0967.jpg. Ein Band hat etwa 1020 Seiten.

### Sechste Auflage: Directmedia und Zeno.org
Die 6. Auflage (1905–1909) erschien bei Directmedia als Band 100 der Digitalen Bibliothek in einer Ausgabe mit Faksimiles sowie einer als Studienausgabe bezeichneten Volltextversion ohne Faksimiles. Diese Auflage ist auch über das Projekt Zeno.org zugänglich und liegt dort sowohl textlich als auch als Faksimile (Webrepro) der 6. Auflage vor. Außerdem ist sie mit einer gemeinsamen Suchmaske und Querverweisen mit folgenden Lexika verknüpft:
- Brockhaus Conversations-Lexikon oder kurzgefaßtes Handwörterbuch (1. Auflage, 1809–1811)
- Brockhaus Bilder-Conversations-Lexikon (1. Auflage, 1837–1841)
- Brockhaus Kleines Konversations-Lexikon (5. Auflage, 1911)
- Georges: Kleines deutsch-lateinisches Handwörterbuch (1910)
- Herders Conversations-Lexikon (1. Auflage, 1854–1857)
- Lueger: Lexikon der gesamten Technik und ihrer Hilfswissenschaften (2. Auflage, 1904–1920)
- Pierer: Universal-Lexikon der Gegenwart und Vergangenheit (4. Auflage, 1857–1865)
- Wander: Deutsches Sprichwörter-Lexikon (1867)
- Karl Herloßsohn: Damen Conversations Lexikon (1834–1838)
- Johann Christoph Adelung: Grammatisch-kritisches Wörterbuch der Hochdeutschen Mundart (1793–1801)
- Friedrich Kirchner, Carl Michaëlis: Wörterbuch der Philosophischen Grundbegriffe (5. Auflage, 1907)
- Rudolf Eisler: Wörterbuch der philosophischen Begriffe (2. Auflage, 1904)
- Fritz Mauthner: Wörterbuch der Philosophie (2. Auflage, 1923)

## Artikel der vierten Auflage als Grundstock für Artikel der Wikipedia
In den ersten Jahren der deutschsprachigen Wikipedia wurden zahlreiche Artikel aus der gemeinfreien vierten Auflage in die Wikipedia eingestellt, um „den Artikelbestand schnell aufzustocken und Lücken vor allem in den Bereichen zu füllen, in denen bis dahin keine Autoren mit entsprechender Vorbildung aktiv waren“.